# Margarita Argúas
Margarita Argúas (Buenos Aires, 29 de octubre de 1902 - ib., 27 de julio de 1986) fue una doctora en jurisprudencia argentina, docente universitaria y miembro de la Corte Suprema de Justicia de la Nación Argentina, la primera mujer en integrar un tribunal supremo en Argentina.

## Biografía
Margarita Argúas, hija de Domingo Argúas y Margarita Royol, nació en la ciudad de Buenos Aires el 29 de octubre de 1902.
Se graduó en la Facultad de Derecho y Ciencias Sociales de la Universidad de Buenos Aires en 1925, doctorándose con diploma de honor con una tesis sobre La regla "Locus regis actum" en la legislación civil y la jurisprudencia argentina que obtuvo el Premio Accésit.
Pronto adquirió prestigio en el ámbito académico. En 1926, sólo un año después de recibirse, presidió la Comisión de Codificación del Centro de Estudios de Derecho Internacional Privado, área del derecho que se convertiría en su especialidad. En 1933 fue nombrada profesora adjunta de dicha materia en la Facultad de Derecho.
En 1939 fue asesora de la delegación argentina en el segundo Congreso de Derecho Internacional de Montevideo. En 1943 dejó la cátedra, que retomó entre 1945 y 1946, cuando la abandonó por razones políticas hasta 1956, cuando fue reincorporada. 
Ese año fue delegada nacional en la XI Conferencia Panamericana de Mujeres en Santa Domingo.
En 1958 fue designada Jueza de la Cámara de Apelaciones en lo Civil de la Capital Federal y fue invitada al Congreso de Jurisconsultos de Jerusalén. En 1966 ganó por concurso la cátedra de profesora titular de Derecho Internacional Privado.
En 1968 fue elegida miembro de la Academia Nacional de Derecho y Ciencias Sociales de Buenos Aires y designada presidenta de la International Law Association, con sede en Londres. En ambos casos, se trataba de la primera mujer que alcanzaba esas distinciones.
El 5 de octubre de 1970 fue designada por Decreto N.º 648 del 17 de agosto de 1970 por el presidente de facto Roberto Marcelo Levingston como ministro de la Corte Suprema de Justicia en reemplazo de José Federico Bidau que había renunciado y juró el 7 de octubre. Fue la primera mujer en llegar al máximo tribunal en la Argentina. Algunas fuentes especializadas en Argentina informan que Argúas fue la primera mujer en integrar el máximo tribunal de justicia en el continente americano, pero el dato es incorrecto porque ese hecho le corresponde a la jurista mexicana María Cristina Salmorán de Tamayo.
En 1971 el Consejo Nacional de Derecho de la Mujer (México) la nombró "Dama de las Américas" en reconocimiento a su trayectoria.
Durante el breve ejercicio de su cargo, las decisiones de Argúas presentaron rasgos distintivos respecto a la de sus compañeros en la Suprema Corte, evidenciando su voto un porcentaje mayor de declaraciones de inconstitucionalidad y menor de rechazos técnicos o por defecto formal, lo que podría suponer un grado de independencia mayor en sus decisiones.
Margarita Argúas compartió la Corte Suprema con Luís Carlos Cabral, Marco Aurelio Risolía, Eduardo A. Ortiz Basualdo y Roberto Eduardo Chute.
Presentó su renuncia, al igual que los integrantes del Tribunal, días antes de asumir las nuevas autoridades constitucionales, y la misma le fue aceptada por el Decreto N.º 4970 el 24 de mayo de 1973, un día antes de la entrega del mando. Por Acuerdo de ese día los miembros de la Cámara Nacional de Apelaciones en lo Federal y Contencioso Administrativo procedieron conforme la reglamentación vigente a designar entre sus integrantes a los jueces de la Corte que actuarían hasta que se nombraran los nuevos titulares. Fueron elegidos Felipe Ehrlich Prat, Alberto García Piñeiro, Enrique Ramos Mejía y Horacio H. Heredia
En 1980 obtuvo el premio Trébol de Plata.
En 1984 fue reelegida por la International Law Association para la Argentina.
Murió el 27 de julio de 1986. Recibió post mortem el Premio Konex 1986 en la categoría Derecho Civil e Internacional.
Fue coautora de un Tratado de Derecho Internacional Privado y de Algunos aspectos de domicilio en Derecho Internacional Privado. Escribió entre otras obras El Derecho Internacional Privado en el Código Civil (1968), La adopción en el Derecho Internacional Privado (1981), Las últimas reformas del Código Civil Español en Derecho de Familia (1985).
En una sala del Instituto de Investigaciones Jurídicas y Sociales Ambrosio Lucas Gioja que lleva su nombre se encuentra un cuadro de Margarita Argúas